# Volvo Car Open 2017
Volvo Car Open 2017 byl tenisový turnaj ženského profesionálního okruhu WTA Tour, hraný v areálu Family Circle Tennis Center na otevřených dvorcích. Jednalo se o jediný turnaj ženské sezóny na zelené antuce. Koná se mezi 3. až 9. dubnem 2017 v jihokarolínském Charlestonu jako čtyřicátý pátý ročník turnaje.
Rozpočet turnaje činil 776 000 dolarů. V rámci WTA Tour se řadil do kategorie WTA Premier Tournaments. Nejvýše nasazenou hráčkou ve dvouhře se stala světová jedenáctka  Madison Keysová ze Spojených států, kterou ve druhém kole vyřadila krajanka Shelby Rogersová po třísetovém průběhu. Jako poslední přímá účastnice do dvouhry nastoupila 110. novozélandská hráčka žebříčku Marina Erakovicová.
Premiérový singlový titul kariéry si odvezla 19letá Ruska Darja Kasatkinová, která ve závěrečném duelu zdolala také 19letou Lotyšku Jeļenu Ostapenkovou.  Finále tak představovalo první takové utkání dvou teenagerek na okruhu WTA Tour od říjnového Generali Ladies Linz 2009. Soutěž čtyřhry ovládl americko-český pár Bethanie Matteková-Sandsová a Lucie Šafářová, které získaly jubilejní desátou společnou trofej a druhou v probíhající sezóně.

## Distribuce bodů a finančních odměn

### Distribuce bodů
| Soutěž  | vítězky | finalistky | semifinalistky | čtvrtfinalistky | 16 v kole | 32 v kole | Q  | Q3 | Q2 | Q1 |
| ------- | ------- | ---------- | -------------- | --------------- | --------- | --------- | -- | -- | -- | -- |
| dvouhra | 470     | 305        | 185            | 100             | 55        | 1         | 25 | 18 | 13 | 1  |
| čtyřhra | 470     | 305        | 185            | 100             | 1         | —         | —  | —  | —  | —  |

### Finanční odměny
| Soutěž                                | vítězky  | finalistky | semifinalistky | čtvrtfinalistky | 16 v kole | 32 v kole | 64 v kole | Q2     | Q1   |
| ------------------------------------- | -------- | ---------- | -------------- | --------------- | --------- | --------- | --------- | ------ | ---- |
| dvouhra                               | $132 380 | $70 460    | $34 723        | $17 858         | $9 254    | $4 738    | $2 434    | $1 106 | $661 |
| čtyřhra                               | $41 650  | $22 055    | $12 133        | $6 175          | $3 354    | —         | —         | —      | —    |
| částky ve čtyřhře jsou uváděny na pár |          |            |                |                 |           |           |           |        |      |

## Ženská dvouhra

### Nasazení
| Stát                           | Hráčka                     | WTA | Nasazení |
| ------------------------------ | -------------------------- | --- | -------- |
| USA                            | Madison Keysová            | 9.  | 1.       |
| Spojené království             | Johanna Kontaová           | 11. | 2.       |
| USA                            | Venus Williamsová          | 12. | 3.       |
| Rusko                          | Jelena Vesninová           | 13. | 4.       |
| Dánsko                         | Caroline Wozniacká         | 14. | 5.       |
| Austrálie                      | Samantha Stosurová         | 19. | 6.       |
| Nizozemsko                     | Kiki Bertensová            | 21. | 7.       |
| Lotyšsko                       | Anastasija Sevastovová     | 25. | 8.       |
| Austrálie                      | Darja Gavrilovová          | 26. | 9.       |
| Rumunsko                       | Irina-Camelia Beguová      | 28. | 10.      |
| Chorvatsko                     | Mirjana Lučićová Baroniová | 29. | 11.      |
| Kazachstán                     | Julia Putincevová          | 32. | 12.      |
| Čína                           | Čang Šuaj                  | 33. | 13.      |
| USA                            | Lauren Davisová            | 34. | 14.      |
| Česko                          | Lucie Šafářová             | 36. | 15.      |
| Česko                          | Kateřina Siniaková         | 37. | 16.      |
| Žebříček WTA k 20. březnu 2017 |                            |     |          |

### Jiné formy účasti
Následující hráčky obdržely divokou kartu do hlavní soutěže:
- Hayley Carterová
- Kayla Dayová
- Bethanie Matteková-Sandsová

Následující hráčky postoupily z kvalifikace:
- Ana Bogdanová
- Verónica Cepedeová Roygová
- Sofia Keninová
- Aleksandra Krunićová
- Asia Muhammadová
- Anastasia Rodionovová
- Sílvia Solerová Espinosová
- Fanny Stollárová

Následující hráčky postoupily z kvalifikace jako tzv. šťastné poražené:
- Ons Džabúrová[1]
- Grace Minová[1]

### Odhlášení
před zahájením turnaje
- Hayley Carterová → nahradila ji  Ons Džabúrová
- Alisa Klejbanovová → nahradila ji  Varvara Lepčenková
- Ana Konjuhová → nahradila ji  Maria Sakkariová
- Johanna Kontaová → nahradila ji  Grace Minová
- Pcheng Šuaj → nahradila ji  Magda Linetteová
- Jaroslava Švedovová → nahradila ji  Mona Barthelová
- Natalja Vichljancevová → nahradila ji  Sara Erraniová

### Skrečování
- Louisa Chiricová (zádové poranění)[1]
- Kateřina Siniaková (zádové poranění)[1]
- Fanny Stollárová[1]

## Ženská čtyřhra

### Nasazení
| Stát                                                                       | Hráčka                      | Stát             | Hráčka             | WTA | Nasazení |
| -------------------------------------------------------------------------- | --------------------------- | ---------------- | ------------------ | --- | -------- |
| USA                                                                        | Bethanie Matteková-Sandsová | Česko            | Lucie Šafářová     | 3.  | 1.       |
| Česko                                                                      | Andrea Hlaváčková           | Indie            | Sania Mirzaová     | 16. | 2.       |
| Čínská Tchaj-pej                                                           | Čan Chao-čching             | Čínská Tchaj-pej | Čan Jung-žan       | 29. | 3.       |
| Česko                                                                      | Lucie Hradecká              | Česko            | Kateřina Siniaková | 35. | 4.       |
| Žebříček WTA k 20. březnu 2017; číslo je součtem umístění obou členek páru |                             |                  |                    |     |          |

### Jiné formy účasti
Následující páry obdržely divokou kartu do hlavní soutěže:
- Elizabeth Halbauerová /  Sofia Keninová[4]
- Jelena Jankovićová /  Andrea Petkovicová[4]

## Přehled finále

### Ženská dvouhra
- Darja Kasatkinová vs.  Jeļena Ostapenková, 6–3, 6–1

### Ženská čtyřhra
- Bethanie Matteková-Sandsová /  Lucie Šafářová vs.  Lucie Hradecká /  Kateřina Siniaková, 6–1, 4–6, [10–7]